# Diradops mexicana
Diradops mexicana là một loài tò vò trong họ Ichneumonidae.